# Трайон (Оклахома)
Трайон (англ. Tryon) — місто (англ. town) в США, в окрузі Лінкольн штату Оклахома. Населення — 378 осіб (2020).

## Географія
Трайон розташований за координатами 35°52′37″ пн. ш. 96°58′11″ зх. д. / 35.87694° пн. ш. 96.96972° зх. д. (35.877069, -96.969603).  За даними Бюро перепису населення США в 2010 році місто мало площу 6,05 км², з яких 6,03 км² — суходіл та 0,02 км² — водойми.

## Демографія
Згідно з переписом 2010 року, у місті мешкала 491 особа в 192 домогосподарствах у складі 127 родин. Густота населення становила 81 особа/км².  Було 223 помешкання (37/км²).
Расовий склад населення:
| - 82,7 % — білих - 11,2 % — корінних американців - 0,2 % — чорних або афроамериканців |

До двох чи більше рас належало 5,9 %. Частка іспаномовних становила 2,0 % від усіх жителів.
За віковим діапазоном населення розподілялося таким чином: 26,7 % — особи молодші 18 років, 55,8 % — особи у віці 18—64 років, 17,5 % — особи у віці 65 років та старші. Медіана віку мешканця становила 39,2 року. На 100 осіб жіночої статі у місті припадало 94,1 чоловіків;  на 100 жінок у віці від 18 років та старших — 89,5 чоловіків також старших 18 років.
Середній дохід на одне домашнє господарство  становив 41 497 доларів США (медіана — 31 016), а середній дохід на одну сім'ю — 43 569 доларів (медіана — 31 607). Медіана доходів становила 32 292 долари для чоловіків та 26 923 долари для жінок. За межею бідності перебувало 32,4 % осіб, у тому числі 50,9 % дітей у віці до 18 років та 13,6 % осіб у віці 65 років та старших.
Цивільне працевлаштоване населення становило 187 осіб. Основні галузі зайнятості: будівництво — 19,8 %, виробництво — 19,3 %, освіта, охорона здоров'я та соціальна допомога — 12,8 %, роздрібна торгівля — 12,3 %.